# La Chona (canción)
«La Chona» es una canción de música norteña de Los Tucanes de Tijuana, publicada en 1995, en el álbum Me robaste el corazón.

## Historia
La canción fue compuesta por Mario Quintero Lara, integrante y líder de Los Tucanes de Tijuana. Él señala que la canción fue compuesta en sólo 5 minutos, a petición de un amigo, el locutor de radio Tomás Acevedo, que tenía un programa titulado La Hora de los Compadres, el cual se transmitía en Tijuana. La canción relata la historia de la esposa de dicho conductor, a quien le gustaba mucho bailar.

## Letra
La letra de la canción narra la historia de una mujer, a quien le apodan 'La Chona', quien es una bailarina excelente, y va despreocupada diariamente a los bares a bailar. La canción sobre todo habla de la cultura festiva de los bares y del consumo de bebidas alcohólicas.

En Twitter (X), el usuario Lufloro Panadero (@lufloro) realizó un análisis e la métrica de la canción, destacando los acentos de la letra. Sobre la estructura, todos los versos son de catorce sílabas, los coros en estilo alejandrino (dos versos de siete sílabas) y el resto de la canción en tetradecasílabo trocaico.Un ejemplo de los acentos del ritmo trocaico en la canción sería:
ý-la
Chó-na
lué-go
lué-go
bús-ca
bái-la

dór.
Con respecto a los coros en alejandrino, un ejemplo sería:
Y la Chona se mueve, (7) y la gente le grita, (7)
no hay mejor que la Chona (7) para la quebradita (7).
Y la Chona se mueve, (7) al ritmo que le toquen, (7)

ella baila de todo, (7) nunca pierde su trote. (7)

## Música
La estructura de la canción, tomando como referencia la teoría musical que propone David Beach, sería similar a un rondó de 7 partes (ABACABA); sin embargo, posee una estructura un poco diferente, que se podría sintetizar en ABCA'BCA”.

## Popularidad
Yuzo Nieto señala que la canción es altamente popular en las comunidades mexicanas y chicanas de Estados Unidos, así como en otros países.
La canción se volvió a hacer popular en 2018, tras un reto en redes sociales llamado La Chona Challenge, en la que los usuarios se grababan bajando de su automóvil en movimiento, y bailaban, mientras se escuchaba la canción.
En 2020, durante la pandemia de COVID-19, un video de personas bailando «La Chona» en la Ciudad de México, se hizo popular en redes sociales.
Asimismo, la canción ha tenido diversas versiones que se han hecho populares en otros países. En los países con mexicanos migrantes, es un elemento de identidad y de orgullo.
El grupo japonés, de j-pop, Maboroshi, realizó una versión a capela de «La Chona», en 2022, la cual difundieron desde su cuenta en la red social TikTok.